# Milica Ostojić
Milica Ostojić (Servisch: Милица Остојић) (Belgrado, 16 oktober 1991) is een Servisch zwemster.
Op de Olympische zomerspelen van Beijing nam ze voor Servië deel aan het onderdeel 200 meter vrije slag. Met haar zestien jaar was ze de jongste deelnemer van het Servische olympische team dat jaar.
In 2009 zwom ze op de 4x50 meter en de 4x200 meter vrijeslag-estafette een nationaal record langebaan. Op de 4x200 meter korte baan zwom ze in 2010 een nationaal record.